# Die Herren des Nordens
Die Herren des Nordens (englisch The Lords of the North) ist ein historischer Roman des britischen Schriftstellers Bernard Cornwell. Das Buch erschien 2008 in der deutschen Übersetzung beim Rowohlt Verlag. Es handelt sich hierbei um einen historischen Roman, also um ein Prosa-Werk, das für seine erfundene (=fiktionale) Haupthandlung historische (also tatsächliche) Ereignisse als Hintergrund nimmt.

## Das Werk als historischer Roman
Die Handlung spielt im 9. Jahrhundert nach Christi Geburt auf den britischen Inseln. Zu dieser Zeit wird der überwiegende Teil Englands von den heidnischen Dänen besetzt. Als letztes unabhängiges anglo-sächsisches und christliches Königreich ist nur noch Wessex unter König Alfred verblieben.
In und anhand der Hauptfigur Uhtred wird der Konflikt zwischen Dänen und Angelsachsen verdeutlicht. Der (fiktive) Held der Romane steht dabei emotional zwischen den Konfliktparteien.
Einerseits ist er Angelsachse. Er stammt aus dem besetzten Norden Englands. Als Kind hat er miterlebt, wie die Dänen seine Heimat Northumbrien überfallen und seinen Vater, den Aldermann von Bebbanburg bei der Schlacht um York getötet haben. Hierdurch ist er zum Adligen ohne eigene Ländereien geworden, denn sein Onkel hat seine Festung Bebbanburg geraubt und will Uhtred aus dem Weg räumen. Auf der anderen Seite hat er neue Wurzeln bei den Dänen gefunden, die ihn wie ihr eigenes Kind erzogen haben. Insbesondere mit seinem dänischen Adoptivbruder, der auf Seiten der Dänen kämpft, fühlt er sich durch ein Band gegenseitiger Achtung und Treue verbunden. Ihm schuldet er auch seine Rettung aus dänischer Gefangenschaft und damit sein Leben. Zudem glaubt er an die nordischen Götter, die für ihn Freiheit und Ehrlichkeit bedeuten. Besonders deswegen ist ihm der (im Roman tiefgläubige bis bigotte) König Alfred zuwider.

## Einordnung in Cornwells Serien
Es handelt sich bei Die Herren des Nordens um den dritten Teil einer mehrteiligen Serie, die im Englischen unter dem Titel The Saxon Stories erscheint. Im Deutschen heißt sie nach ihrem Protagonisten Die Uhtred-Saga. Vorgänger sind Das letzte Königreich und Der weiße Reiter. Die Fortsetzung Schwertgesang erschien 2007 auf Englisch und 2008 auf Deutsch. Mit Wolfskrieg wurde im April 2019 der elfte Roman des Zyklus um Alfred den Großen und seinen Sohn Edward in deutscher Sprache veröffentlicht. Wie viele Teile die gesamte Serie enthalten wird, wurde von Cornwell noch nicht bekanntgegeben.

## Handlung
Die Handlung schließt nahezu unmittelbar an das Ende des Vorgängerromans Der weiße Reiter an. Damals hatte Uhtred König Alfred entscheidend geholfen, die Unabhängigkeit des südlichen Königreichs Wessex gegen die Dänen zu verteidigen. Nun aber zieht es ihn wieder in den Norden, der unter dänischer Herrschaft steht. Einerseits bewegen ihn emotionale Bande und Pflichten gegenüber Personen, die sich unter dänischer Herrschaft befinden. Andererseits hofft er noch immer, das Erbe seines Vaters wiedergewinnen zu können.
Die Geschichte beginnt damit, dass Uhtred seinen Hort im Süden bei seinem Besitz Fifhaden versteckt und dann auf einem Sklavenschiff zurück nach Eoferwic (York) rudert. Hier erfährt er, dass sich der sächsische Marionettenkönig Egbert gegen die Dänen auflehnt, die nach dem Sieg Alfreds über Guthrum der Meinung sind, der Sieg sei nahe und Uhtred nur ein weiteres Zeichen für das baldige Ende der Dänen. Uhtred macht sich zusammen mit Bolti auf den Weg nach Norden und begegnet in einem Dorf Sven, dem Sohn von Kjartan. Nachdem Sven versucht, Uhtred und seinen Begleitern Wegezoll abzupressen, wird er von Uhtred überwältigt, sein Gehilfe getötet und dazu gezwungen, die Stadt zu verlassen. Dadurch kommt Guthred, der selbsternannte König von Northumbria, aus Svens Gefangenschaft frei. Uhtred gab sich bei dem ganzen Vorfall als der Totenkrieger aus und enthüllt Sven gegenüber nicht seine wahre Identität, um ihm Angst vor einem nahen Tode zu machen.
Die beiden reiten weiter nach Cair Ligualid, wo Uhtred als der König empfangen wird, sich aber zu erkennen gibt und Guthred in einer feierlichen Zeremonie vor dem Leichnam des heiligen Sankt Cuthbert gekrönt wird. Daraufhin beginnt man in Cair Ligualid, eine Armee aufzubauen, um Eoferwic und damit Northumbrien zurückzuerobern. Als Uhtred allein mit dem König unterwegs ist, werden sie von acht schwarzen Reitern überfallen, die sich kürzlich der neuen Armee angeschlossen haben. Uhtred ist machtlos, wird jedoch durch seine frisch ausgebildeten Kämpfer gerettet und kann die Reiter überwältigen. Von ihrem Anführer Tekil erfährt er Details über Kjartans Festung, bevor er ihn und sechs seiner Mitstreiter tötet. Den Achten, Sihtric und ein Sohn Kjartans, lässt er Treue schwören und verschont ihn.
Die Armee zieht nach Eoferwic und findet dort eine fast schon verlassene Stadt vor, deren neuer Herrscher nun Guthred heißt. Im Herbst zieht die Armee gen Norden nach Dunholm, um endlich Kjartan zu besiegen. Auf dem Weg dorthin stellt sich Graf Ivarr, der Sohn von Ivar dem Knochenlosen, der schwer verwundet gegen Aed von Schottland eine Schlacht verloren hatte. Er wird von Guthred aufgenommen und zieht mit nach Dunholm. Dort wird Uhtred unter einem Vorwand an die Küste gelockt und von Guthred an den Sklavenhändler Sverri verkauft. Guthred sichert sich somit die Loyalität von Aelfric, Uhtreds verhasstem Onkel und Herrscher über Bebbanburg.
Auf dem Schiff lernt Uhtred Finan den Iren kennen, ebenfalls ein Krieger und bleibt zunächst für mehrere Jahre Sklave unter Sverri. Während dieser Zeit verfolgt ein rotes Schiff beständig das von Uhtred, erreicht es jedoch nie, wenn auch oftmals sehr knapp. Als Sverri an dem Ort ankert, an dem er Uhtred aufgenommen hatte, erkennt Sven der Einäugige Uhtred. Es gelingt ihm jedoch nicht, ihn in seine Gewalt zu bringen, da in diesem Moment das rote Schiff eintrifft und Uhtred befreit wird. Das Schiff wurde von König Alfred ausgesandt und mit an Bord sind Uhtreds alte Freunde Ragnar und Steapa Snotor.
Sie machen sich auf den Weg zurück in den Süden, wo Uhtred bei Hild seine Ausrüstung wiedererlangt. Bei Alfred angekommen erhält Uhtred gleich einen neuen Auftrag: er soll als Botschafter zusammen mit Ragnar, Pater Beocca und Steapa Snotor zurück in den Norden zu König Guthred. In Eoferwic angekommen, erfährt er zunächst, dass Uhtreds Angebetete Gisela mit seinem Onkel Aelfric verheiratet wurde. Guthred ist mit ihr in Richtung Bebbanburg gezogen, wird nun aber von den Dänen gejagt, weil er zu mächtig geworden ist. Uhtred beschließt mit Ragnar, ihn zu suchen, um zusammen Dunholm angreifen zu können.
Guthred ist mittlerweile von Kjartans Leuten belagert und wird von Uhtred und Ragnar befreit. Bei einer anschließenden Unterredung tötet Uhtred den Priester, der verantwortlich für sein Schicksal als Sklave war und überredet Guthred, mit ihm zusammen nach Dunholm zu ziehen. Dort angekommen gelingt es Uhtred durch eine List zusammen mit elf anderen, in die Burg zu gelangen. Dort werden sie entdeckt und Kjartan hetzt seine berüchtigte Hundemeute auf sie, die aber von Thyra, Ragnars Schwester und Gefangene von Kjartan, aufgehalten wird. Sie hat die Hunde unter Kontrolle und hetzt sie auf Kjartans Männer. Dadurch und durch die Unterstützung Ragnars kann Dunholm eingenommen werden. Sven wird von der Brüstung gestoßen und von Thyra umgebracht und Kjartan stirbt bei dem Kampf zwischen ihm und Ragnar.
Nach dem Fall von Dunholm, dessen neuer Herrscher nun Ragnar ist, macht sich die Armee noch auf, um Ivarr zu stellen und zu töten. Uhtred gelingt es bei dem Aufeinandertreffen, Ivarr so zu reizen, dass er sich auf einen Kampf Mann gegen Mann einlässt und besiegt ihn. Der Rest von Ivarrs Armee schließt sich Ragnar und Uhtred an.

## Charaktere der Handlung

### Fiktive
- Uhtred – Protagonist, Erzähler und enteigneter Aldermann von Bebbanburg
- Gisela – Dänin, Schwester von Guthred
- Hild – Sächsin, ehemalige Nonne, wird Uhtreds Geliebte
- Ragnar Ragnarsson – dänischer Kriegsherr, Sohn von Fürst Ragnar, Uhtreds Stiefbruder und enger Freund
- Ælfric – Uhtreds Onkel und unrechtmäßiger Thronfolger Bebbanburgs
- Pater Beocca – Alfreds Priester und Uhtreds Familienfreund
- Kjartan der Schreckliche – Herrscher von Dunholm, Mörder Fürst Ragnars
- Sven der Einäugige – Sohn von Kjartan, Uhtreds Feind
- Thyra Ragnarsdottir – Schwester von Ragnar, entführt durch Sven Kjartanson
- Ivarr Ivarson – dänischer Kriegsherr, Sohn von Ivar dem Knochenlosen
- Rypere – junger sächsischer Krieger, trainiert von Uhtred
- Clapa – junger dänischer Krieger, trainiert von Uhtred
- Sihtric Kjartanson – Kjartans unehelicher Sohn und Gefolgsmann Uhtreds
- Jænberht und Ida – Mönche in den Diensten Ælfrics
- Steapa – Anführer von König Alfreds Haustruppe und Waffengefährte Uhtreds in der Schlacht von Ethandun
- Pater Hrothweard – Priester in Eoferwic
- Tekil – Krieger in den Diensten Kjartans
- Sverri Ravnsson – dänischer Sklavenhändler aus Jütland, kauft Uhtred als Sklaven
- Hakka – Sverris friesischer Vertrauter
- Finan der Flinke – irischer Sklave und Krieger, schließt Freundschaft mit Uhtred

### Historische
- König Alfred von Wessex – König von Wessex
- Guthrum/König Æthelstan – Dänischer, christlicher König East Anglias
- Guthred – Dänischer Sklave, später proklamierter König Northumbrias
- Abt Eadred – Eadred of Carlisle, Guthreds "Vorgesetzter" und Besitzer der "heiligen" sterblichen Überreste von Sankt Cuthbert

## Ausgaben
Der Roman ist erstmals 2006 auf Englisch unter dem Titel The Lords of the North im Vereinigten Königreich erschienen. In den USA ist das Werk stattdessen unter dem Titel Lords of the North veröffentlicht. Die deutsche Ausgabe erschien 2008 unter dem Titel Die Herren des Nordens in der Übersetzung von Karolina Fell. Von (The) Lords of The North existieren auch noch verschiedene Ausgaben gekürzter und ungekürzter englischsprachiger Hörbücher. Zu der deutschsprachigen Übersetzung ist ein gekürztes Hörbuch herausgegeben worden.

### Gedruckte Ausgaben
- The Lords of the North. HarperCollins, London 2006, ISBN 0-00-721968-7 bzw. ISBN 978-0-00-721968-1.
- Lords of the North. HarperCollinsPublishers, New York 2007, ISBN 0-06-088862-8 bzw. ISBN 978-0-06-088862-6.
- The Lords of the North (Taschenbuch). HarperCollins, London 2007, ISBN 978-0-00-721970-4
- Die Herren des Nordens: historischer Roman (Taschenbuch). Übersetzung: Karolina Fell. Sprache: Deutsch, Rowohlt Taschenbuch Verlag, Reinbek bei Hamburg 2008, ISBN 3-499-24538-8 bzw. ISBN 978-3-499-24538-1

### Hörbücher
- The Lords of the North. Ungekürzt, Sprecher: Richard Armitage, Sprache: Englisch, Format: CD (10 CD), Spielzeit: 12 Stunden 02 Minuten, Verleger: Chivers Audio Books (an imprint of BBC Audiobooks) Bath, England 2007 // Audio Book Collection, ISBN 978-1-4056-2369-8.
- Lords of the North. Sprecher: Tom Sellwood, Sprache: Englisch, Format: CD, Verleger: North Kingstown, RI : BBC Audiobooks America, 2007, ISBN 0-7927-4729-1 bzw. ISBN 978-0-7927-4729-1.
- Lords of the North. Sprecher: Tom Sellwood, Sprache: Englisch, Format: CD, Verleger: North Kingstown, RI : Sound Library 2007, ISBN 0-7927-4745-3 bzw. ISBN 978-0-7927-4745-1.
- Lords of the North. Sprecher: Jamie Glover, Sprache: Englisch, Format: CD, Verleger: Harper Audio, New York 2007, ISBN 0-06-115578-0 bzw. ISBN 978-0-06-115578-9.
- Die Herren des Nordens. Gekürzt, Sprecher: Gerd Andresen, Regie: Lisa Bitzer, Übersetzung: Karolina Fell, Sprache: Deutsch, Format: CD (7 CD), Spielzeit: 502 Minuten, Verleger: Audiobuch, Freiburg im Breisgau 2008, ISBN 3-89964-304-6 bzw. ISBN 978-3-89964-304-6.